# Fortaleza de Svartholm
A fortaleza de Svartholm (em sueco Svartholms fästning e em finlandês Svartholman merilinnoitus) é uma fortificação, em ruínas, existente desde o século XVIII, numa ilhota a 10 km a sul da cidade finlandesa de Loviisa, localizada na costa sul da Finlândia.

Foi construída em 1748-64, com a finalidade de defender, juntamente com a fortaleza de Sveaborg, a fronteira oriental do Império Sueco, contra as possíveis invasões russas.